# Harderwijk
Harderwijk é um município dos Países Baixos, situado na província da Guéldria. Tem 48,27 km² de área e sua população em 2020 foi estimada em 48.623 habitantes.